# Mistrzostwa Świata w Piłce Nożnej 1970 (eliminacje strefy CONMEBOL)
W eliminacjach do Mistrzostw Świata w Piłce Nożnej 1970 strefy CONMEBOL wzięło udział 10 reprezentacji narodowych.

## Zasady kwalifikacji
Drużyny zostały podzielone na 3 grupy, 2 grupy po 3 drużyny i jedną 4-zespołowa. Zwycięzcy grup awansowali do MŚ.

## Przebieg eliminacji

### Grupa 1
| LP | Drużyna   | Pkt | M | W | R | P | G+ | G− | +/− |
| -- | --------- | --- | - | - | - | - | -- | -- | --- |
| 1  | Peru      | 5   | 4 | 2 | 1 | 1 | 7  | 4  | 3   |
| 2  | Boliwia   | 4   | 4 | 2 | 0 | 2 | 5  | 6  | 1   |
| 3  | Argentyna | 3   | 4 | 1 | 1 | 2 | 4  | 6  | -2  |

| 27 lipca 1969 | Boliwia · Juan Americo Diaz 16' · Ramiro Blacutt 53' (k) · Raul Alvarez 88' | 3:11:1raport | Argentyna · 40' Aníbal Tarabini | Hernando Siles, La Paz Widzów: 21 267 Sędzia: Hugo Sosa Miranda |
|               |                                                                             |              |                                 |                                                                 |

| 3 sierpnia 1969 | Peru · Leon Pedro 53' | 1:00:0raport | Argentyna                      | Nacional, Lima Widzów: 43 147 Sędzia: Ayrton Viera de Moraes |
|                 |                       |              | kartki: · ?', 83' Alfio Basile |                                                              |

| 10 sierpnia 1969 | Boliwia · Raul Alvarez 68' · Héctor Chumpitaz 79' (sam.) | 2:10:0raport | Peru · 52' Roberto Challe                 | Hernando Siles, La Paz Widzów: 20 670 Sędzia: Sergio Chechelev |
|                  | kartki: · Juan Farias                                    |              | kartki: · Nicolás Fuentes · Ramón Mifflin |                                                                |

| 17 sierpnia 1968 | Peru · Teófilo Cubillas 35' · Luis Cruzado 40' · Alberto Gallardo 58' | 3:02:0raport | Boliwia | Nacional, Lima Widzów: 43 148 Sędzia: Guillermo Velasquez |
|                  |                                                                       |              |         |                                                           |

| 24 sierpnia 1969 | Argentyna · José Rafael Albrecht 63' | 1:00:0raport | Boliwia               | Boca Juniors, Buenos Aires Widzów: 47 069 Sędzia: Armando Pena Rocha |
|                  | kartki: · Carlos Oscar Pachamé       |              | kartki: · Mario Rojas |                                                                      |

| 31 sierpnia 1969 | Argentyna · José Rafael Albrecht 77' (k) · Alberto Rendo 87' | 2:20:0raport | Peru · 63', 82' Osvaldo Ramirez                | Boca Juniors, Buenos Aires Widzów: 53 627 Sędzia: Ricardo Hormazabal Diaz |
|                  | kartki: · José Rafael Albrecht                               |              | kartki: · Roberto Challe · Orlando de la Torre |                                                                           |

### Grupa 2
| LP | Drużyna   | Pkt | M | W | R | P | G+ | G− | +/− |
| -- | --------- | --- | - | - | - | - | -- | -- | --- |
| 1  | Brazylia  | 12  | 6 | 6 | 0 | 0 | 23 | 2  | 21  |
| 2  | Paragwaj  | 8   | 4 | 4 | 0 | 2 | 6  | 5  | 1   |
| 3  | Kolumbia  | 3   | 6 | 1 | 1 | 4 | 7  | 12 | -5  |
| 4  | Wenezuela | 1   | 6 | 0 | 1 | 5 | 1  | 18 | -17 |

| 27 lipca 1969 | Kolumbia · Jorge González 34', 56' · Segrera Hermenegildo 76' (k) | 3:01:0raport | Wenezuela | El Campín, Bogota Widzów: 47 898 Sędzia: Hector Murgueytio |
|               |                                                                   |              |           |                                                            |

| 2 sierpnia 1969 | Wenezuela · Luis Mendoza 10' | 1:11:0raport | Kolumbia · 61' Toro          | Olímpico, Caracas Widzów: 17 101 Sędzia: Ortube Vargas |
|                 |                              |              | kartki: · 40' Jorge González |                                                        |

| 6 sierpnia 1969 | Wenezuela                | 0:20:1raport | Paragwaj · 38' Pablo Rojas · 53' Alcides Sosa | Olímpico, Caracas Widzów: 9110 Sędzia: Jaime Palacios |
|                 | kartki: · Manuel Sanchez |              |                                               |                                                       |

| 6 sierpnia 1968 | Kolumbia                  | 0:2raport | Brazylia · 38', 44' Tostão | El Campín, Bogota Widzów: 51 131 Sędzia: Alberto Tejada |
|                 | kartki: · Joaquim Sanchez |           |                            |                                                         |

| 10 sierpnia 1969 | Kolumbia                                                                                   | 0:10:0raport | Paragwaj · 56' Aurelio Martinez                             | El Campín, Bogota Widzów: 51 049 Sędzia: Enrique Pedraza Montes |
|                  | kartki: · Mario Agudelo Perez · Segovia Arturo · Segrera Hermenegildo · Garcia Oscar Vasco |              | kartki: · Raimundo Aguilera · Felipe Ocampos · Alcides Sosa |                                                                 |

| 10 sierpnia 1969 | Wenezuela | 0:50:0raport | Brazylia · 61', 73', 77' Tostão · 71', 79' Pelé | Olímpico, Caracas Widzów: 30 063 Sędzia: Eduardo Villacis |
|                  |           |              |                                                 |                                                           |

| 17 sierpnia 1969 | Paragwaj                              | 0:30:0raport | Brazylia · 71' (sam.) Valentin Mendoza · 82' Jairzinho · 90' Edu | Defensores del Chaco, Asunción Widzów: 44 480 Sędzia: Domingo Mazzaro |
|                  | kartki: · Ramon Colman · Pedro Molina |              | kartki: · Rildo · Pelé                                           |                                                                       |

| 21 sierpnia 1969 | Brazylia · Tostão 14', 41' · Edu 55' · Pelé 60' · Rivellino 86' · Jairzinho 88' | 6:22:1raport | Kolumbia · 17' Orlando Mesa · 89' Jorge Gallego | Maracanã, Rio de Janeiro Widzów: 94 977 Sędzia: Miguel Comensaña |
|                  |                                                                                 |              |                                                 |                                                                  |

| 21 sierpnia 1969 | Paragwaj · Lorenzo Jimenez 11' | 1:0raport | Wenezuela | Defensores del Chaco, Asunción Widzów: 11 059 Sędzia: Alejandro Otero |
|                  |                                |           |           |                                                                       |

| 24 sierpnia 1969 | Brazylia · Tostão 7', 21', 24' · Jairzinho 30' · Pelé 44' (k), 70' | 6:05:0raport | Wenezuela | Maracanã, Rio de Janeiro Widzów: 122 841 Sędzia: Juan Oscar Ortube |
|                  |                                                                    |              |           |                                                                    |

| 24 sierpnia 1969 | Paragwaj · Saturnino Arrua 29', 49' | 2:11:0raport | Kolumbia · 82' Hermenegildo Segrera | Defensores del Chaco, Asunción Widzów: 15 744 Sędzia: Luis Pestarino |
|                  |                                     |              |                                     |                                                                      |

| 31 sierpnia 1969 | Brazylia · Pelé 68'    | 1:00:0raport | Paragwaj               | Maracanã, Rio de Janeiro Widzów: 183 341 Sędzia: Ramon Barreto Ruiz |
|                  | kartki: · Joel Camargo |              | kartki: · Alcides Sosa |                                                                     |

### Grupa 3
| LP | Drużyna | Pkt | M | W | R | P | G+ | G− | +/− |
| -- | ------- | --- | - | - | - | - | -- | -- | --- |
| 1  | Urugwaj | 7   | 4 | 3 | 1 | 0 | 5  | 0  | 5   |
| 2  | Chile   | 4   | 4 | 1 | 2 | 1 | 5  | 4  | 1   |
| 3  | Ekwador | 1   | 4 | 0 | 1 | 3 | 2  | 8  | -6  |

| 6 lipca 1969 | Ekwador | 0:20:1raport | Urugwaj · 32' Rúben Bareño · 59' Óscar Zubía | Modelo, Guayaquil Widzów: 55 783 Sędzia: Romualdo Arppi Filho |
|              |         |              |                                              |                                                               |

| 13 lipca 1969 | Chile                                    | 0:0raport | Urugwaj                                                                         | Nacional, Santiago Widzów: 68 882 Sędzia: Aurelio Bossolino |
|               | kartki: · Gustavo Laube · Carlos Reinoso |           | kartki: · Rúben Bareño · Roberto Matosas · Julio Montero Castillo · Óscar Zubía |                                                             |

| 20 lipca 1969 | Urugwaj · Atílio Ancheta 76' | 1:00:0raport | Ekwador | Estadio Centenario, Montevideo Widzów: 39 387 Sędzia: Perez Rodolfo Osorio |
|               |                              |              |         |                                                                            |

| 27 lipca 1969 | Chile · Adolfo Olivare 55' · Francisco Valdes 63', 84' · Ramiro Tobar 79' (sam.) | 4:10:0raport | Ekwador · 86' Felix Lasso                  | Nacional, Santiago Widzów: 68 857 Sędzia: Guillermo Velasquez |
|               | kartki: · Leonardo Veliz                                                         |              | kartki: · Juan Noriega · Eulogio Quinteros |                                                               |

| 3 sierpnia 1969 | Ekwador · Tom Rodriguez 14' | 1:11:0raport | Chile · 61' Adolfo Olivares               | Modelo, Guayaquil Widzów: 11 545 Sędzia: Carlos Riveros |
|                 | kartki: · Alfonso Quijano   |              | kartki: · Juan Rodríguez · Leonardo Veliz |                                                         |

| 10 sierpnia 1969 | Urugwaj · Julio Cortes 44' · Pedro Rocha 90' | 2:01:0raport | Chile | Estadio Centenario, Montevideo Widzów: 62 693 Sędzia: Armando Marques |
|                  |                                              |              |       |                                                                       |